# Robert O. Paxton
Robert O. Paxton (Lexington, Virginia, 15 de junio de 1932) es un historiador y politólogo estadounidense, autor de varios trabajos sobre la Francia de Vichy.
Son suyas obras como Parades & Politics at Vichy: The French Officer Corps Under Marshall Pétain (1966), Vichy France: Old Guard and New Order, 1940-1944 (1972), Vichy France and the Jews (1981), junto a Michael Marrus, French Peasant Fascism: Henry Dorgères's Greenshirts and the Crises of French Agriculture, 1929-1939 (1997), o The Anatomy of Fascism (2004), entre otras.
Profesor en la Universidad de Columbia desde 1969, se casó con Sarah Plimpton el 9 de diciembre de 1983.

## Vichy
Paxton es conocido por su libro de 1972 Vichy France: Old Guard and New Order, 1940-1944. En oposición a la visión tradicional iniciada por Robert Aron, argumentó que el gobierno de Vichy estaba ansioso por colaborar con la Alemania nazi y no practicaba la "resistencia pasiva" al dominio alemán. A diferencia de Aron y Henri Michel, Paxton no restó importancia a los logros de Vichy en su explicación de su agenda interna. Argumentó que las reformas emprendidas por el gobierno de Vichy prefiguraron las reformas de las décadas de 1950 y 1960 y se derivaron del objetivo de Vichy de transformar la sociedad francesa.
Tras la publicación del libro en traducción al francés en 1973, Paxton se convirtió en objeto de intensas críticas por parte de historiadores y comentaristas franceses. Durante un debate televisado con Paxton en 1976, el líder naval de Vichy, Gabriel Auphan, lo llamó mentiroso. Sin embargo, la traducción vendió miles de copias, particularmente a la generación joven formada por los disturbios civiles de mayo de 1968 y que no estaba interesada en las "mitologías acogedoras" de los apologistas de Vichy.

### Revolución Paxtoniana
Durante las décadas anteriores al período moderno de la década de 1970, la historiografía francesa estuvo dominada por el pensamiento conservador o procomunista, ninguno de los cuales estaba muy inclinado a considerar los desarrollos prodemocráticos de base en la liberación.
Hubo poco reconocimiento en los estudios franceses sobre la participación activa del régimen de Vichy en la deportación de judíos franceses, hasta que apareció el libro de Paxton en 1972. El libro recibió una traducción al francés en un año y vendió miles de copias en Francia. En palabras del historiador francés Gérard Noiriel [fr], el libro "tuvo el efecto de una bomba, porque mostró, con pruebas que lo respaldaban, que el estado francés había participado en la deportación de judíos a los campos de concentración nazis, un hecho que había sido ocultado por los historiadores hasta entonces".
La "revolución Paxtoniana", como la llamaron los franceses, tuvo un profundo efecto en la historiografía francesa. En 1997, Paxton fue llamado como testigo experto para declarar sobre la colaboración durante el período de Vichy, en el juicio de Maurice Papon en Francia.

### Reacción y debate francés
Marc Ferro, un historiador francés de herencia judía, escribió que la Francia de Vichy haría que la izquierda se sintiera incómoda por la contradicción de su creencia de que solo la élite había traicionado a Francia en 1940, "mientras que en realidad la heroica resistencia hasta el último hombre desde Bayona hasta África no tenía sentido para nadie". También señaló que los gaullistas se opondrían a la descripción de Paxton de ellos como "herederos del régimen contra el que lucharon" y que molestaría a todos aquellos que creían que Pétain había jugado un "doble juego" entre el Eje y los Aliados.
Los comunistas dieron la bienvenida al libro por reforzar su creencia de que Vichy había sido producto del capitalismo monopolista de Estado, y también fue aplaudido por grupos judíos. La reacción entre los grupos de la Resistencia fue mixta debido al argumento de Paxton de que no hubo una Resistencia seria hasta bien entrado 1941.
En el prefacio de la edición de 1982 de Vichy Francia, Paxton no estuvo de acuerdo con la afirmación de sus oponentes de que había escrito en "tranquila superioridad moral" desde la perspectiva de un "vencedor": "De hecho [esto] fue escrito a la sombra de la guerra de Vietnam, que agudizó mi animosidad contra el conformismo nacionalista de todo tipo. Escribiendo a fines de la década de 1960, lo que me preocupaba no era la comparación con la Francia derrotada sino la confiada arrogancia de los alemanes en el verano de 1940".

Hoy en día, el libro se considera un clásico histórico y uno de los mejores estudios sobre Francia en la era de Vichy. Es tan influyente que Richard Vinen dijo que su interpretación es completamente ortodoxa, quizás excesivamente ortodoxa, en Francia. De una manera divertida, Eric Zemmour tiene razón al decir que:
"Paxton se ha convertido en un pilar del establecimiento francés... Los historiadores algún día irán más allá de Paxton. De alguna manera, ha sido difícil para los franceses hacer eso porque parece como si estuvieras pidiendo disculpas al gobierno de Vichy. Pero incluso cuando la gente se vuelve en contra de Paxton, todavía dirán que éste es un libro maravilloso, un ejemplo clásico de cómo se puede hacer cierto tipo de historia".
Se publicó en un momento en que los historiadores y cineastas franceses también exploraban la historia bajo el régimen de Vichy, como en el influyente documental en dos partes de Marcel Ophüls Le chagrin et la pitié (1969).
Como experto en la era de Vichy, Paxton coescribió el documental de 1993 de Claude Chabrol El ojo de Vichy. En 1997 testificó en el juicio del burócrata de Vichy Maurice Papon.

## Fascismo
Paxton ha centrado su trabajo en la exploración de modelos y definiciones del fascismo.
En su artículo de 1998 "Las cinco etapas del fascismo", sugiere que el fascismo no puede definirse únicamente por su ideología, ya que el fascismo es un fenómeno político complejo en lugar de un cuerpo de doctrina relativamente coherente como el comunismo o el socialismo. En cambio, se centra en el contexto político y el desarrollo funcional del fascismo. El artículo identifica cinco etapas paradigmáticas de un movimiento fascista, aunque señala que solo la Alemania nazi y la Italia fascista progresaron en las cinco:
1. Exploración intelectual, donde la desilusión con la democracia popular se manifiesta en discusiones sobre la pérdida del vigor nacional
2. Enraizamiento, donde un movimiento fascista, ayudado por el estancamiento político y la polarización, se convierte en un actor en el escenario nacional.
3. Llegada al poder, donde los conservadores que buscan controlar la creciente oposición de izquierda invitan a los fascistas a compartir el poder.
4. Ejercicio del poder, donde el movimiento y su líder carismático controlan el estado en equilibrio con las instituciones estatales como la policía y las élites tradicionales como el clero y los magnates empresariales.
5. Radicalización o entropía, donde el estado se vuelve cada vez más radical, como lo hizo la Alemania nazi, o se desliza hacia un régimen autoritario tradicional, como lo hizo la Italia fascista.

En su libro de 2004 Anatomía del fascismo, Paxton refina su modelo de cinco etapas y presenta la siguiente definición de fascismo:
"El fascismo puede definirse como una forma de conducta política marcada por una preocupación obsesiva por el declive, la humillación o el victimismo de la comunidad y por cultos compensatorios de unidad, energía y pureza, en los que un partido de masas de militantes nacionalistas comprometidos, trabajando en colaboración incómoda pero efectiva con las élites tradicionales, abandona las libertades democráticas y persigue con violencia redentora y sin restricciones éticas o legales objetivos de limpieza interna y expansión externa"